# Marie-Louise Giraud
Marie-Louise Giraud (ur. 17 listopada 1903 w Barneville, zm. 30 lipca 1943 w Paryżu) – jedna z ostatnich kobiet we Francji, na których wykonano wyrok śmierci przez zgilotynowanie. Stracono ją w Paryżu, dnia 30 lipca 1943 roku za przeprowadzenie 27 zabiegów przerwania ciąży. 
Na podstawie losów Giraud Claude Chabrol wyreżyserował film „Sprawa kobiet” (1988).

## Kontekst polityczny
Prawo które kryminalizowało aborcję we Francji, miało następujące cele:
- wypełnienie luki populacyjnej spowodowanej przez rozlew krwi podczas I wojny światowej w latach 1914-1918;
- zwiększenie przyrostu naturalnego, który we Francji był przez ponad stulecie chronicznie niższy niż w sąsiednich krajach (włączając Niemcy).

Zgodnie z prawem uchwalonym 23 marca 1923 roku osobie która spowodowała poronienie groziła kara od roku do pięciu lat więzienia i grzywna w wysokości od 500 do 10 000 FF. Kobiecie, która poddała się zabiegowi przerwania ciąży, groziła kara od sześciu miesięcy do dwóch lat więzienia, samo przerwanie ciąży kwalifikowano jednak jako wykroczenie, a nie przestępstwo. Osoba oskarżona o wykonanie aborcji miała być sądzona przez ławę sędziowską, a nie ławę przysięgłych, jako że uważano iż przysięgli zbyt łatwo poddają się emocjom.
Deprywacja ekonomiczna, braki żywności i rozdzielenie dużej liczby par małżeńskich w okupowanej przez Rzeszę Niemiecką Francji sprawiły, że liczba ciąż zmalała, ale jednocześnie wzrósł popyt na nielegalne aborcje. 15 lutego 1942 roku przerwanie ciąży zostało uznane za przestępstwo przeciwko bezpieczeństwu państwa, karane karą śmierci.

## Tło
Pochodząca z ubogiej rodziny Giraud była zamężna z marynarzem, z którym miała dwoje dzieci. Pracowała jako pomoc domowa i praczka. Wraz z początkiem II wojny światowej zaczęła wynajmować pokoje prostytutkom. Giraud zaczęła wykonywać zabiegi przerywania ciąży nie pobierając za to wynagrodzenia.

## Proces i wyrok
Podczas procesu przewodniczący ławy sędziowskiej stwierdził, że Giraud jest osobą niemoralną. Oskarżona została skazana na śmierć. Życie Giraud mógł ocalić tylko ułaskawienie przez szefa państwa Vichy, jednak marszałek Henri Philippe Pétain odmówił jej aktu łaski. 
Marie-Louise Giraud, w wieku 39 lat, została zgilotynowana rano 30 lipca 1943 roku na dziedzińcu więzienia Prisons de la Roquette w Paryżu. Egzekutorem był Jules-Henri Desfourneaux.